# Fosfuri
In chimica, un fosfuro è un qualsiasi anione di fosforo mono o poliatomico (Pn− o Pn−m), e i fosfuri sono i composti del fosforo con elementi meno elettronegativi del fosforo, tipicamente i metalli (M).  Sono noti più di 500 fosfuri binari, con stechiometrie diversissime che possono andare tra M15P2 a MP15. Fanno eccezione gli elementi Hg, Pb, Bi, Te e Po, dei quali non sono noti composti binari con il fosforo. Sono inoltre noti anche innumerevoli fosfuri ternari e più complessi.

## Sintesi
Esistono vari modi per preparare fosfuri. Il metodo più generale è la sintesi diretta a partire dagli elementi: si scaldano ad alta temperatura il metallo e fosforo rosso nei rapporti desiderati in atmosfera inerte:
n M + m P  → MnPm
I fosfuri dei metalli si possono preparare anche tramite elettrolisi di sali fusi di ossidi metallici in presenza di carbonio e fosfati. Tra le altre possibilità, si può sfruttare la reazione della fosfina con metalli o loro sali, ad esempio:
2 PH3 + 4 Ti {\displaystyle {\ce {->[{\text{800 °C}}]}}} 2 Ti2P + 3 H2
o la riduzione con carbonio di fosfati, ad esempio:
Ca3(PO4)2 + 8 C {\displaystyle {\ce {->[{\text{1200 °C}}]}}} Ca3P2 + 8 CO

## Fosfuri binari
A seconda del rapporto stechiometrico metallo/fosforo (M/P) i fosfuri binari sono spesso classificati secondo le seguenti tre categorie.

### Fosfuri ricchi di metallo (M/P>1)

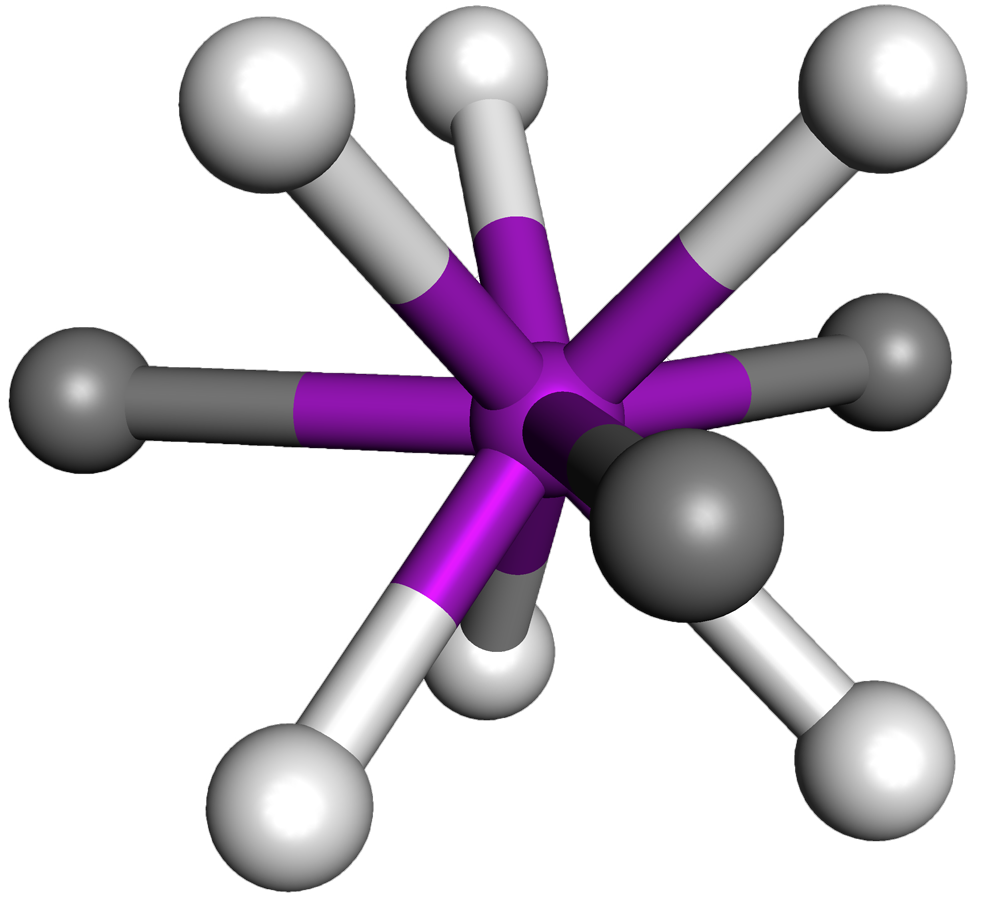
Un atomo di fosforo (viola) al centro di una struttura prismatica (6 atomi grigio chiaro). Aggiungendo progressivamente gli atomi grigio scuro si arriva a un totale di nove atomi attorno al fosforo centrale.

Questi composti sono solidi con aspetto lucente; in genere sono duri, fragili, chimicamente inerti e refrattari, con conducibilità termica ed elettrica simile a quella del metallo costituente. Esiste una vasta gamma di stechiomerie possibili; alcuni esempi sono M15P2, M4P, M12P5, M7P3, M7P4, M3P2, M5P4, M6P5. Le strutture di queste specie sono in genere descritte a partire da atomi di fosforo al centro di una struttura prismatica, circondati da 6-9 atomi metallici (vedi figura).

### Monofosfuri (M/P=1)
Le strutture dei monofosfuri dipendono in genere dalle dimensioni relative di M e P. Ad esempio, AlP cristallizza con la struttura tipo ZnS dove il fosforo è tetracoordinato, SnP ha struttura tipo NaCl con il fosforo coordinato ottaedricamente e VP ha struttura tipo NiAs dove il fosforo ha coordinazione prismatica trigonale.

### Fosfuri ricchi di fosforo (M/P<1)

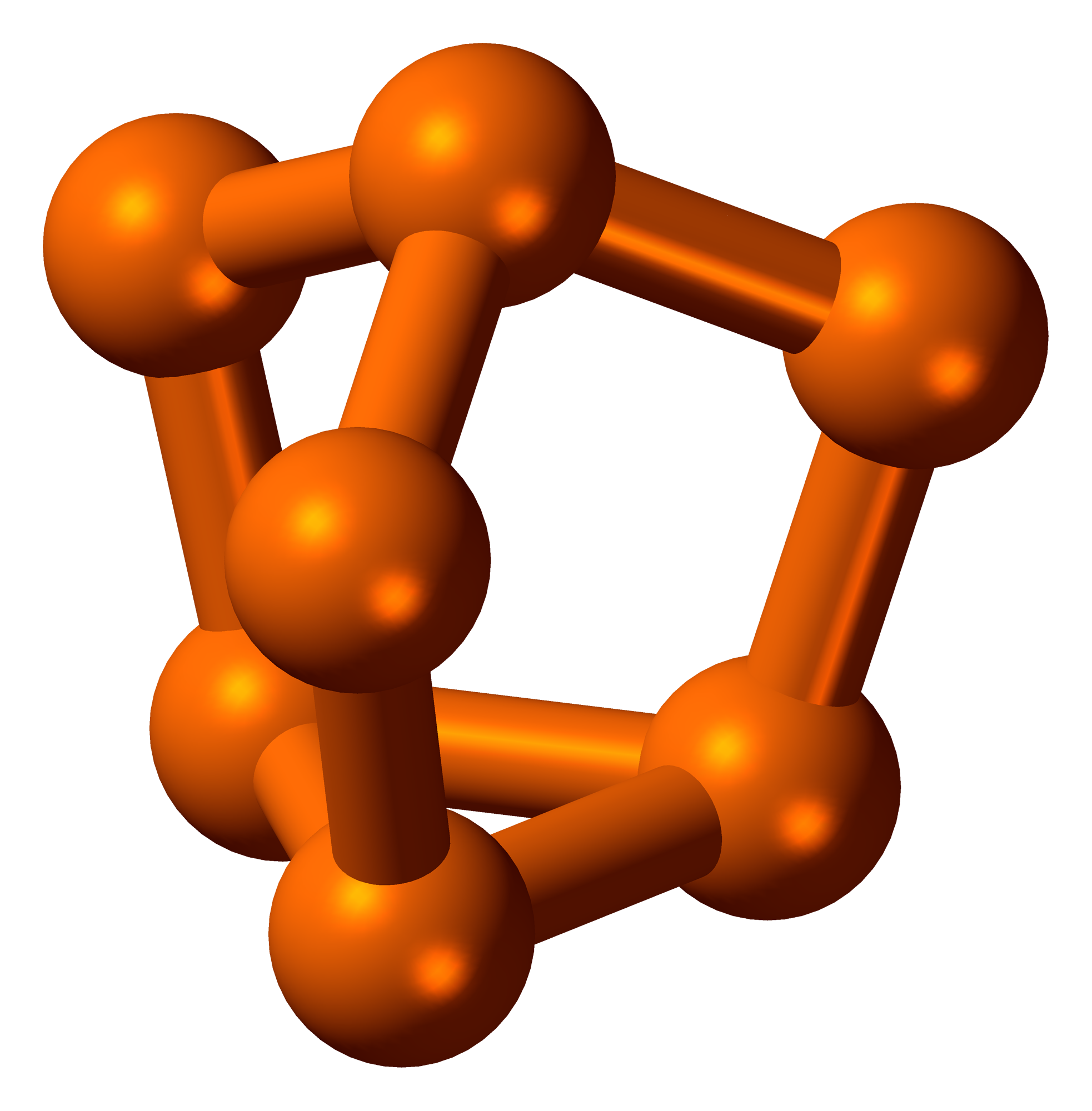
Struttura dell'anione P_{7}^{3–}.

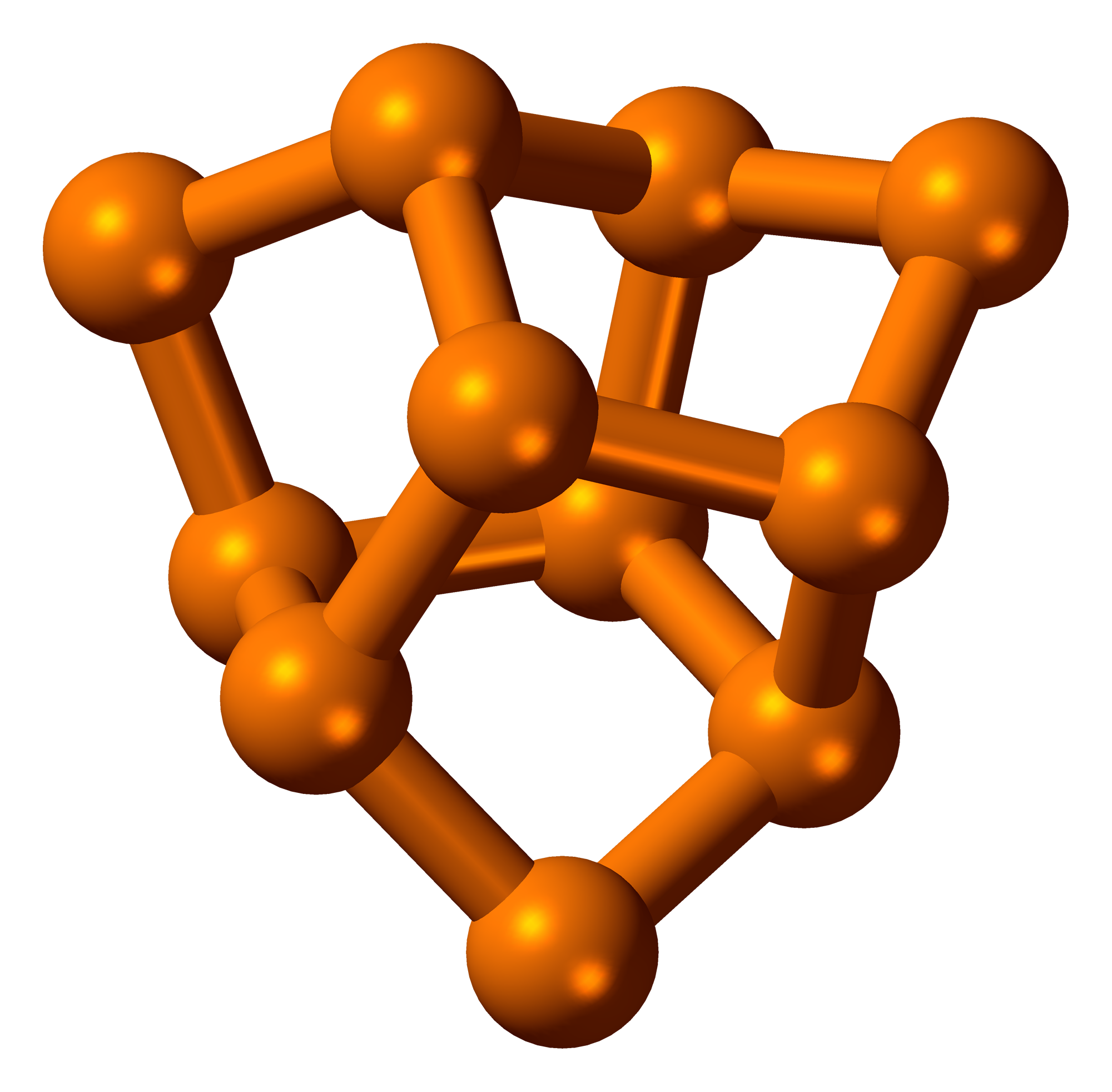
Struttura dell'anione P_{11}^{3–}.

Sono composti meno stabili rispetto alle due categorie precedenti. In genere sono composti a basso punto di fusione con proprietà elettriche da semiconduttori. Anche in questa tipologia esiste una vasta gamma di stechiomerie possibili; alcuni esempi sono M3P4, M2P3, MP2, M2P5, MP3, M3P14, MP5, M2P16, MP15. Al crescere della quantità di fosforo contengono concatenazioni di atomi di fosforo sempre più complesse, a partire dal semplice legame P-P fino ad arrivare a reticoli polimerici. Alcuni esempi semplici sono Li3P7 che contiene l'anione P73– e Na3P11 che contiene l'anione P113–.

## Reattività
La reattività dei fosfuri può essere molto varia, spaziando da composti che si idrolizzano rapidamente a composti attaccabili solo con acido nitrico e bromo. I metalli alcalini, alcalino-terrosi e i lantanoidi formano in genere fosfuri di tipo ionico, che reagiscono in acqua liberando fosfina.

## Applicazioni
AlP e Mg3P2 sono usati come disinfestanti, dato che a contatto con acqua rilasciano fosfina. AlP, Ca3P2 e Zn3P2 sono usati come rodenticidi. GaP e InP sono importanti come semiconduttori. Fosfuri di ferro, rame e stagno sono usati in metallurgia per regolare il contenuto in fosforo di leghe metalliche o come additivi per saldature.

## Tossicità / Indicazioni di sicurezza
I fosfuri vanno maneggiati con attenzione dato che a contatto con l'aria possono incendiarsi, e a contatto con acqua o umidità possono rilasciare fosfina.